# L'estrany (impost)
L'estrany és un impost andorrà de caràcter comunal o local, és a dir establert pels comuns, que es pagava per tots els estrangers propietaris de pisos o apartaments sense residència principal al terme de la parròquia, amb el temps es va deixar d'impositar tot i la seva vigència a la Constitució Andorrana de 1993. A la Massana aquest impost es pagava basant-se en el fet que una persona forana residís a la parròquia. L'any 2000 el Raonador del Ciutadà, Ricard Fiter, va enviar una petició formal al Comú de la Massana recomanant deixar d'aplicar aquest impost basant-se en el fet que a la resta de parròquies ja no s'aplicava i que era "anacrònic".
És un impost tradicional, està documentat per exemple a l'Arxiu del Comú de Sant Julià de Lòria en una sentència del 1792 del Consell General de les Valls d'Andorra sobre el pagament de l'estrany motivada per una qüestió entre el Comú d'Ordino i els arrendataris del poble i a l'Arxiu del Comú de Canillo en una anotació relativa al pagament del tribut al segle xviii. Per exemple a la parròquia d'Encamp els propietaris estrangers no residents pagaven 4.400 pessetes l'any 1989.

## Bestiar
L'estrany actualment tributa el bestiar, en aquest cas l'entrada del bestiar estranger.